# Mars Observer
Mars Observer, також Mars Geoscience/Climatology Orbiter — роботизований космічний зонд, який запустило NASA 25 вересня 1992 року для вивчення поверхні Марса, його атмосфери, клімату та магнітного поля. 21 серпня 1993 року під час фази міжпланетного круїзу зв'язок із космічним кораблем було втрачено за три дні до запланованого виведення зонда на орбіту. Спроби відновити зв'язок з космічним кораблем не увінчалися успіхом.

## Історія
У 1984 році Комітетом з дослідження Сонячної системи було призначено місію високого пріоритету на Марс. Планувалося, що марсіанський орбітальний апарат під назвою Mars Geoscience/Climatology Orbiter розширить інформацію, вже зібрану програмою Viking . Попередні цілі місії передбачали, що зонд надасть дані про магнітне поле планети, виявить певні сигнатури спектральних ліній мінералів на поверхні, створить зображення поверхні чіткості 1 метр / піксель і дані про глобальну висоту.
Спочатку Mars Observer планувалося запустити в 1990 році орбітальним кораблем Space Shuttle. Також була запропонована можливість використання ракети одноразового використання, якщо космічний корабель буде сконструйований з урахуванням певних обмежень. Згодом місію було перенесено на 1992 рік замість інших місій, які відстали («Галілей», «Магеллан», «Улісс») після катастрофи космічного човника «Челленджер». Разом із затримкою запуску, перевитрати бюджету призвели до необхідності скасування двох інструментів для виконання запланованого запуску в 1992 році. Основні наукові цілі були остаточно визначені як:
- Визначення глобального елементного і мінералогічного характеру матеріалу поверхні.
- Дати глобальне визначення рельєфу та гравітаційного поля.
- Установити природу магнітного поля Марса.
- Визначити часовий і просторовий розподіл, кількість, джерела та стоки летких речовин і пилу протягом сезонного циклу.
- Дослідити будову і циркуляцію атмосфери .

Загальна вартість програми становила 813 мільйонів доларів.

### Старт і траєкторія
Mars Observer був запущений 25 вересня 1992 року о 17:05:01 UTC з космічного стартового комплексу 40 на мисі Канаверал у Флориді на борту комерційної ракети-носія Titan III CT-4. Повна послідовність спалювання тривала 34 хвилини після того, як твердопаливний орбітальний ступінь переправив космічний корабель на 11-місячну траєкторію переміщення до Марса з кінцевою швидкістю 5,28 км/с відносно Марса.
25 серпня 1992 року в космічному кораблі було виявлено забруднення частинками. Після повного обстеження було визнано необхідним очищення, яке було проведено 29 серпня. Передбачуваною причиною забруднення були заходи, вжиті для захисту космічного корабля від урагану «Ендрю», який обрушився на узбережжя Флориди 24 серпня.

### Зустріч з Марсом
Mars Observer мав виконати маневр виведення на орбіту 24 серпня 1993 року, але зв'язок із космічним кораблем було втрачено 21 серпня 1993 року. Ймовірною причиною відмови космічного корабля був витік палива та парів окислювача через неправильно сконструйований зворотний клапан PTFE до загальної системи наддуву. Під час міжпланетного круїзу суміш парів накопичувалася в лініях живлення та лініях тиску, що призвело до вибуху та їх розриву після перезапуску двигуна для планової корекції курсу. Подібна проблема пізніше пошкодила космічний зонд Акацукі в 2010 році. Хоча жодна з основних цілей не була досягнута, місія надала дані міжпланетного етапу круїзу, зібрані до дати останнього контакту. Ці дані використали для наступних місій на Марс. Наукові прилади, спочатку розроблені для Mars Observer, були розміщені на чотирьох наступних космічних кораблях для досягнення цілей місії: Mars Global Surveyor, запущений у 1996 році, Mars Climate Orbiter, запущений у 1998 році, 2001 Mars Odyssey, запущений у 2001 році, і Mars Reconnaissance Orbiter, запущений у 2005 році.